# Минестроне
Минестро́не (итал. Minestrone, от minestra [суп] и -one [увеличительный суффикс], то есть «большой суп», суп со множеством ингредиентов) — блюдо итальянской кухни, лёгкий суп из сезонных овощей, иногда с добавлением макарон или риса.
Минестроне — одно из наиболее распространённых в Италии блюд. Основными ингредиентами являются бобовые (бобы обыкновенные или чечевица), лук-порей, чеснок, морковь, брокколи. В составе могут присутствовать фасоль, а также любые овощи «по сезону», в том числе репчатый лук, савойская капуста, сельдерей, помидоры, картофель, тыква, кабачок (цукини). Также может использоваться мясо или мясной бульон. Автор книг об итальянской кухне Анжело Пеллегрини утверждал, что основой настоящего минестроне являются «бобы борлотти» (также называемые «римскими бобами») — одна из разновидностей фасоли. В качестве обязательных пряностей используется базилик и лавровый лист. Также могут использоваться майоран, розмарин, орегано, тимьян.

## История
Некоторые из самых ранних источников говорят, что супу минестроне способствовало расширение и завоевание Рима (позже ставший Римской республикой и Римской империей), когда местная диета была «вегетарианской» и состояла в основном из овощей, таких как бобы, чечевица, лук, чеснок, спаржа, морковь, репа, брокколи и грибы.
В это время основным блюдом была пульта — простая, но насыщенная каша из спельтовой муки, приготовленная в солёной воде с добавлением доступных овощей.
После создания и развития Римской республики (до 2 г. до н. э.) в местную кухню влилось многообразие продуктов из завоёванных областей, в том числе мясо и мясные бульоны. Пшеничная мука удалилась из супов, так как греки ввели хлеб в римскую диету, и пульта стала пищей для бедных.
Апициевский корпус утверждает, что Римский суп, уходящий корнями в 30 г. н. э., состоял из полбы, нута и бобов, с луком, чесноком, салом и зеленью.
К середине 2-го тысячелетия н. э. в Европе получила распространение цветная капуста и сельдерей (до этого использовавшийся исключительно в лекарственных целях). А после открытия Америки в Европу попали такие продукты как картофель, помидоры, кабачки (цукини), тыква, фасоль. Со временем они становятся основными ингредиентами минестроне. Также вскоре французская кулинария вводит в обиход такой приём как пассерование (до этого при приготовлении минестроне использовались необработанные предварительно овощи).

## Этимология
Слово minestrone, то есть густой овощной суп, засвидетельствовано в английском языке с 1871 года. С итальянского означает аугментатив (то есть увеличивающий значение) слова minestra — «суп», или буквально: «то что подано/сервировано», от minestrare — «подавать на стол/прислуживать» и родственного «управлять/назначать лекарство».
В современном итальянском языке есть три слова, соответствующих слову «суп»: zuppa — томатный или рыбный суп; minestra, сытный суп, первое блюдо, а также «сухие» супы из макарон; и minestrone, что означает очень густой суп или рагу, хотя теперь это наименование стало ассоциироваться именно с этим конкретным блюдом.

## Технология
Как правило, традиционный рецепт предусматривает, что овощи режутся, варятся до готовности, а затем половина их измельчается в блендере до состояния пюре, которое затем добавляется обратно в суп. Можно приготовить минестроне с соусом, например, с песто.
У итальянцев существуют также несколько секретов приготовления минестроне:
- Бульон — важнейший компонент в минестроне. В итальянской кухне обычно используют овощной бульон, реже мясной. Нередки случаи использования бульона, сваренного из окорока на кости и панчетты, с добавлением специй и виноградного вина.
- Обжарка овощей — только медленная и постепенная на небольшом огне в оливковом масле. Итальянцы обжаривают лук, сельдерей, чеснок, морковь и фенхель. Также используют цуккини и тыкву. Только такая неспешная технология приготовления овощей позволяет приготовить насыщенный ароматный минестроне.
- Сезонность — итальянцы используют для приготовления минестроне только те овощи, которые можно купить на местном рынке в данный момент.

## Региональные вариации
Благодаря уникальному происхождению и отсутствию фиксированного рецепта способ приготовления минестроне широко варьируется по всей Италии в зависимости от традиционного времени приготовления, ингредиентов и времени года: от густой и плотной текстуры с вареными овощами до более жидкого супа с большим количеством нарезанных кубиками и слегка припущенных овощей; также может включать мясо.
Для Лигурии типичным вариантом является минестроне аля Дженовезе — он содержит больше трав и песто.
Минестра — вариант с Мальты, в котором присутствуют густая томатная паста, картофель, кольраби, цветная капуста и иногда спагетти.
Сходным по составу блюдом является южноитальянская чиамботта, которая, однако, представляет собой не суп, а густое овощное рагу.